# Nunspeet (plaats)
Nunspeet (uitspraakⓘ) is een dorp op de Veluwe in de Nederlandse provincie Gelderland en de hoofdplaats van de gemeente Nunspeet. De plaats telde per 1 januari 2023 21.095 inwoners. Door een aantal ingezetenen wordt het Nunspeets dialect gesproken. Het dorp ligt op de grens van uitgestrekte bossen van de Veluwe en weidelandschap langs de Randmeren.

## Naam
Aangenomen wordt dat Nunspeet afkomstig is van Nuwenspete, dit betekent zoiets als "nieuwe ontginning". De tegenhanger hiervan is de naam voor het zuidelijker gelegen dorp Elspeet, dat in eveneens de gemeente Nunspeet ligt. Elspeet betekent zoiets als "oude ontginning". "Nuwenspete" leeft onder andere voort in de naam van de plaatselijke Heemkundige Vereniging Nuwenspete.

## Geschiedenis
Nunspeet is een enkdorp dat is ontstaan op de grens van het bos en water (de toenmalige Zuiderzee). Het onderste deel van de toren van de dorpskerk dateert uit het begin van de zestiende eeuw, maar ten minste in het jaar 1313 heeft er op die plaats een kerk gestaan. Buiten deze kerktoren en enkele boerderijen in het buitengebied, waarvan sommige uit de 18e eeuw stammen, is het dorp in zijn huidige vorm feitelijk ontstaan vanaf het midden van de 19e eeuw. De bevolking van Nunspeet was arm en bestond oorspronkelijk voornamelijk uit kleine boeren, dagloners en eekschillers die veelal in plaggenhutten leefden.

### Ontwikkeling van het dorp
Lange tijd werd het dorp Nunspeet bedreigd door oprukkende stuifzanden, tot in het begin van de 20e eeuw grote delen heide- en stuifzand werd bebost. Karakteristiek voor deze omgeving waren de 'locomotiefhuisjes', die meestal uit de 19e eeuw stammen. Deze lage huisjes met in de voorgevel een markante schoorsteen deden door dit uiterlijk aan een locomotief denken. Een van deze huisjes is verplaatst naar het Nederlands Openluchtmuseum.. Aan de Wagenweg staat het enige locomotiefhuisje dat nog op de oorspronkelijke locatie staat, in Vierhouten staat een exemplaar dat verplaatst is uit Nunspeet.
Belangrijk voor de groei van Nunspeet was de aanleg van de Zuiderzeestraatweg in 1830 en de aansluiting op het spoorwegnet in 1863. De verbetering van de bereikbaarheid van het dorp had een gunstige invloed op de plaatselijke economie. In de negentiende eeuw nam de bevolking toe van 1057 inwoners (1795) tot 3104 (1909). Er was onvoldoende werk in de landbouw voor al deze mensen, maar de komst van een katoenfabriek en ververijen en de bebossingsprojecten zorgden voor veel werkgelegenheid. Bronnen uit 1846 vermelden verder een azijnmakerij, een papierfabriek en een hennepspinnerij.

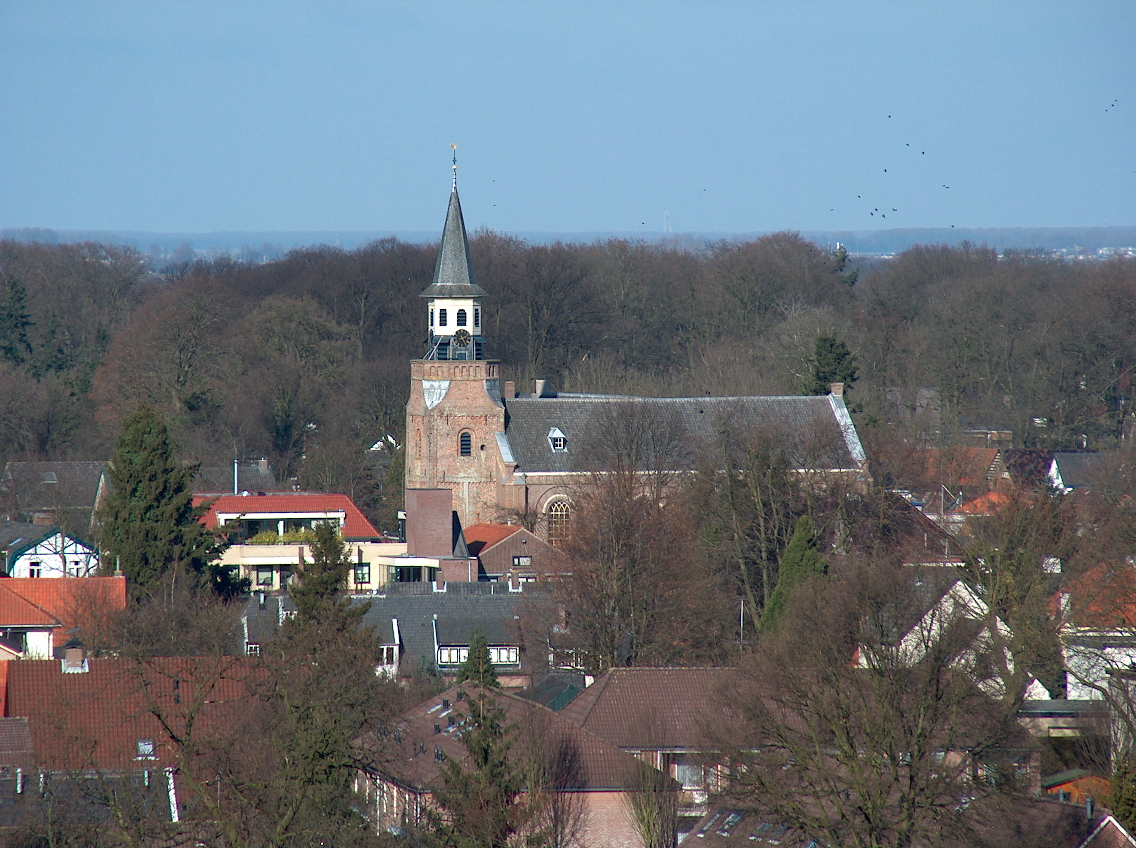
Nunspeet met uitzicht op Dorpskerk

In de loop van de twintigste eeuw vestigden veel bedrijven zich in de gemeente. Hierdoor en door het toegenomen toerisme groeide ook de middenstand. Een belangrijke ontwikkeling voor Nunspeet was de vestiging van François Adriaan Molijn in 1895, die er een verffabriek en een melkfabriek startte. Tevens liet hij een villawijk bouwen, die aan Nunspeet nu nog een karakteristieke uitstraling geeft.
Ook werd het toerisme in de tweede helft van de negentiende eeuw belangrijker. Met name vanwege de aanwezigheid van bos, heide, zandverstuiving en de Zuiderzee was de omgeving van Nunspeet al vroeg in trek bij recreanten. Een aantal van de oudste recreatieverblijven zijn er gevestigd. Camping Saxenheim is gestart in 1925 en wordt beschouwd als een van de oudste campings van Nederland. Er zijn nog een aantal andere bedrijven uit die periode, zoals Mennorode (in 1925 gestart als ontmoetingsplaats van de Doopsgezinden), camping Paasheuvel (in 1922 gestart door de Arbeiders Jeugd Centrale), Hoogwolde (in 1915 gestart door de Rotterdamsche Bank) en De Oude Pol al in 1932 als strandbad in gebruik aan de toenmalige Zuiderzee. Hotel De Mallejan is in 1862 gebouwd en werd geregeld bezocht door de koninklijke familie.
In de jaren zestig van de twintigste eeuw werd Nunspeet flink uitgebreid naar het noordoosten met de woonwijk Oenenburg. In 1961 werd de Veluwesnelweg A28 tussen Amersfoort en Zwolle aangelegd waardoor de bereikbaarheid van Nunspeet wederom aanzienlijk werd verbeterd. Zo kreeg het toerisme een nieuwe impuls.
In 1952 werd ten zuiden van het dorp langs de Elspeterweg (de weg van en naar het nabijgelegen Elspeet) de Generaal Winkelmankazerne gebouwd en werd de Elspeetsche Heide en de Stakenbergse heide in gebruik genomen als militair oefenterrein. Hierdoor waren in Nunspeet veel militairen gehuisvest. Na afloop van de Koude Oorlog kon de krijgsmacht worden ingekrompen en in 2001 werd de kazerne gesloopt waarna het terrein werd teruggegeven aan de natuur. Een andere militaire locatie elders op de Veluwe kreeg toen de naam Generaal Winkelmankazerne, namelijk de voormalige Legerplaats Harskamp. In 2007 werd het terrein overgedragen aan Staatsbosbeheer. Nunspeet verwierf in verband met het vertrek van Defensie het recht een derde bedrijventerrein te stichten aan de noordoostzijde van het dorp.
In het boek 'Onder de clockenslach van Nunspeet' uit 1954 wordt de historie van het dorp door Henk van Heerde uitgebreid beschreven. In 1974 verscheen de tweede druk met daarin aanvullingen van oud-burgemeester H.J. Langman.

### Bestuurlijk
Al ver voor het jaar 1000 maakte Nunspeet deel uit van het kerspel Ermelo. De bestuurlijke indeling in de elfde eeuw volgde de kerkelijke indeling: het schoutambt Ermelo omvatte Nunspeet, Ermelo en Harderwijk. Nadat Harderwijk in de dertiende eeuw zelfstandig werd, ontwikkelde Nunspeet zich tot de belangrijkste kern van de gemeente. De dorpen Elspeet en Vierhouten werden begin negentiende eeuw bij Nunspeet-Ermelo gevoegd. Nunspeet was van 1812 tot en met 1818 een zelfstandige gemeente maar werd toen weer samengevoegd met Ermelo. Ermelo voelde zich lange tijd achtergesteld door het gemeentebestuur in Nunspeet en na anderhalve eeuw van spanningen werd de gemeente in 1972 definitief gesplitst, hetgeen een uitzonderlijke situatie was in een tijd dat gemeenten eerder werden samengevoegd.

### Vluchtoord Nunspeet
In de Eerste Wereldoorlog was even ten oosten van het dorp een kamp ingericht voor ruim 7.000 Belgische burgervluchtelingen, genaamd Vluchtoord Nunspeet. Op de oude begraafplaats aan de Eperweg 22 is een monument opgericht ter nagedachtenis aan dit Vluchtoord, er zijn ook nog een groot aantal graven van vluchtelingen. De straatnamen van de woonwijk die later op dit terrein is gekomen zijn als herinnering vernoemd naar het Belgische koningshuis.

### Tweede Wereldoorlog
In deze oorlog hebben in Nunspeet en de directe omgeving een aantal belangwekkende gebeurtenissen plaatsgevonden.
- In de bossen ten zuiden van Nunspeet, in de richting van Vierhouten, bevindt zich in het bos aan de Pas-Opweg het Verscholen Dorp. Enkele honderden onderduikers vonden hier een schuilplaats tegen de Duitse overheersers. In 1944 werd het Verscholen Dorp bij toeval door de Duitsers ontdekt en werden enkele Joodse bewoners op de vlucht in de nabijheid van het dorp standrechtelijk geëxecuteerd. Enkele monumenten bij het Verscholen Dorp en de weg ernaartoe vanuit het dorp Vierhouten, herinneren aan deze gebeurtenissen. Op de plaats van het voormalige dorp zijn aan het eind van de jaren zestig enkele hutten gereconstrueerd. 's Zomers worden er rondleidingen gehouden.
- In Nunspeet is Kamp De Bruine Enk gevestigd geweest, waar ook joden, voordat zij werden doorgevoerd, in de bossen van Nunspeet te werk werden gesteld. Nabij het Ronde Huis is een werkkamp geweest van de Nederlandse Arbeidsdienst. In 1940 was hier ook de kaderschool van deze organisatie gevestigd.
- Op Noorderheide was in 1944 onder codenaam DZ Rummy III een dropzone van de geallieerden, waar agenten en materieel per parachute werden gedropt.
- In het huidige Zandenbos is een raketinstallatie met het  Wunderwaffe V4 Rheinbote getest. Artillerieabteilung 709 schoot op 24 december 1944 de eerste vier raketten af op Antwerpen. Door fouten in de baanberekening kwamen ze echter in de buurt van Gent terecht. In totaal zijn er vanuit Nederland waarschijnlijk niet meer dan vijftien van deze raketten gelanceerd.
- In november 1944 is aan de Eperweg in Nunspeet een noodziekenhuis opgericht voor patiënten en een deel van het verplegend personeel van het Gemeenteziekenhuis Arnhem, het Elisabeths Gasthuis te Arnhem, het Kinderziekenhuis Arnhem, het Algemeen Ziekenhuis Velp en het Academisch Ziekenhuis Groningen.

## Cultuur
Het dorp Nunspeet is al ruim een eeuw een schildersdorp. Schilders als Arthur Briët, Edzard Koning en Ben Viegers kwamen aan het eind van de 19e eeuw en het begin van de 20e eeuw naar de arme zandgronden van Nunspeet om het boerenleven te schilderen. Na hen woonden en werkten meerdere generaties kunstschilders waaronder Jos Lussenburg, Jaap Hiddink, Cor Vrendenberg, Hendrik Verburg, Jan van Vuuren, Piet Bruins, Chris ten Bruggen Kate en Gerrit Bakker in Nunspeet. In 2014 is het Noord-Veluws Museum geopend waar schilderijen getoond worden van kunstschilders die in de periode 1870-1950 gewoond of gewerkt hebben in en rond Nunspeet. Het nieuwe museum is gebouwd naast het gebouw van de Vrije Academie aan de Stationslaan te Nunspeet.
Sinds enkele jaren staat op een aantal gevels en andere geschikte plaatsen in de kernen van de gemeente Nunspeet een door de stichting Muurgedichten aangebracht gedicht. De gedichten zijn van bekende en lokale dichters. Aan de Schotweg hangt een gedicht van de schilder Eugène Brands die lange tijd de zomers in Nunspeet woonde.
De korenmolen De Duif aan de Molenweg is op gezette tijden voor bezichtiging opengesteld zoals op de eerste zaterdag van oktober tijdens de Boerenlanddag.
In Nunspeet bevinden zich een aantal rijksmonumenten, gemeentelijke monumenten en oorlogsmonumenten:
- Lijst van rijksmonumenten in Nunspeet (plaats)
- Lijst van gemeentelijke monumenten in Nunspeet
- Lijst van oorlogsmonumenten in Nunspeet

## Recreatie en toerisme

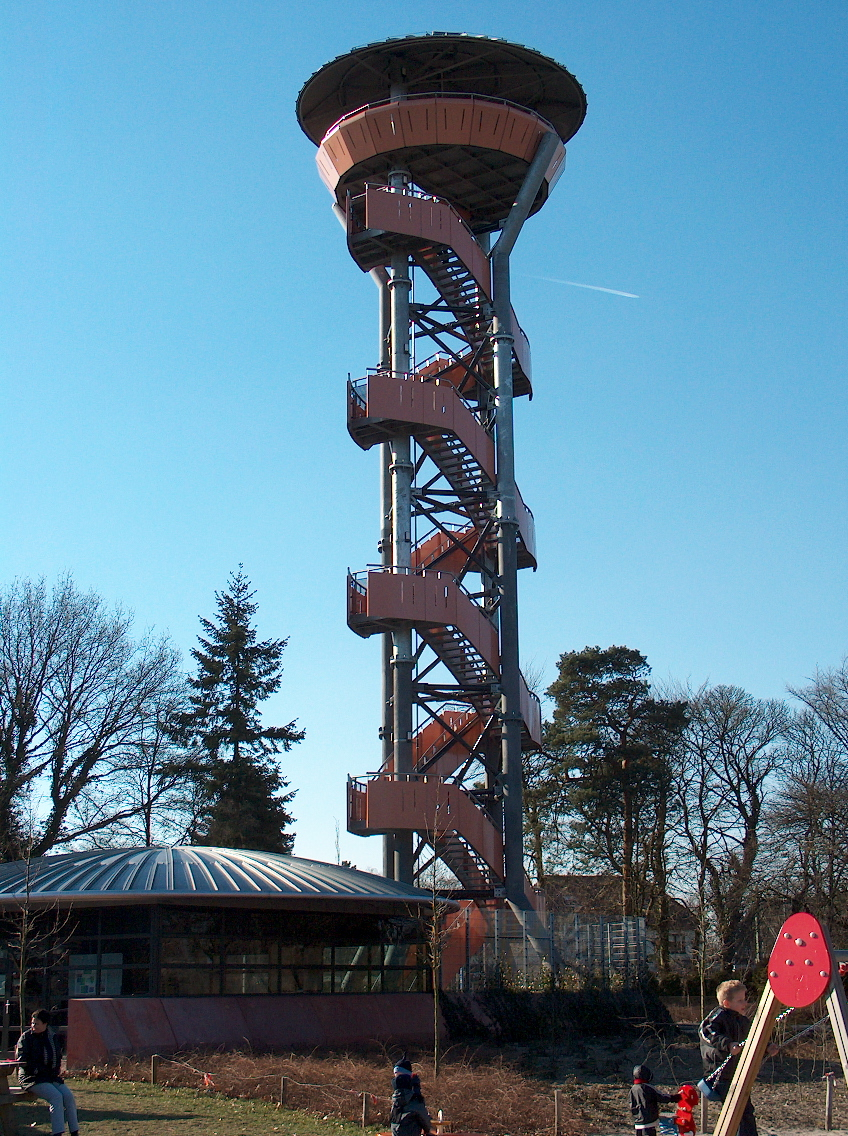
Bezoekerscentrum Zandenbos

Nunspeet ligt op de Noordwest-Veluwe op de scheiding van het bosrijke Veluwemassief en het Veluwemeer. De overgang hiertussen wordt gevormd door het cultuurlandschap met weilanden, houtwallen en singels en oude hoeves. Door zijn ligging is Nunspeet vooral 's zomers in trek bij (natuur)toeristen. Recreatie en toerisme zijn daardoor een belangrijke bron van inkomsten in de gemeente. Door de aanwezigheid van bos, water, zandgronden zoals Hulshorsterzand en heidevelden zijn er elk jaar 1,2 miljoen overnachtingen in Nunspeet (bron: Gemeente Nunspeet). Het overgrote deel van deze toeristen overnacht op een van de vele campings. Rond Nunspeet zijn veel wandel- en fietsroutes uitgezet. Het gebied leent zich ook goed voor mountainbiken. Als beginpunt hiervoor is het Veluwetransferium nabij station Nunspeet aangelegd, met onder meer een bezoekerscentrum van Staatsbosbeheer.
Aan het Veluwemeer bij Nunspeet zijn naast vier badstranden met watersporthavens ook een surfstrand en een vogeluitkijkpost aangelegd. Het Veluwemeer is geschikt voor veel windsurfers en kitesurfers vanwege het relatief ondiepe water. In de zomer onderhoudt een fietspont een regelmatige dienst tussen Polsmaten te Nunspeet en Bremerbergse Hoek in Biddinghuizen.
Ten zuiden van Nunspeet liggen de Kroondomeinen die doorlopen tot aan Paleis Het Loo in Apeldoorn.

## Evenementen

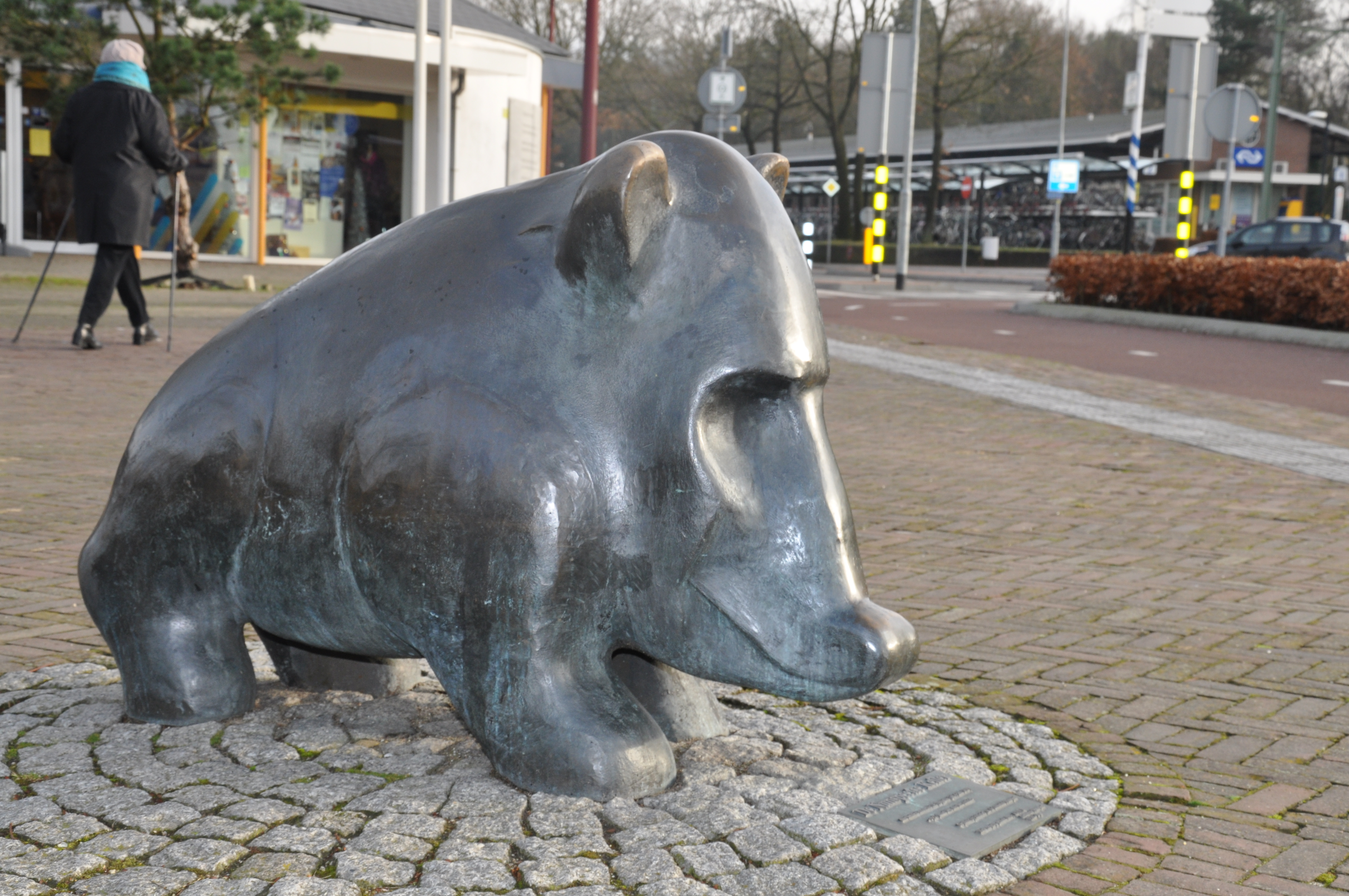
De Nunspeetse keiler, Stationsplein Nunspeet

Jaarlijks zijn er een aantal terugkerende evenementen georganiseerd in Nunspeet die veelal vrij toegankelijk zijn:
- Rhythm & Blues Time, vrijdag voor Pinksteren
- Eibertjesdag, folklore met klederdracht en markt, dag na Hemelvaart
- Strijd om de Nunspeetse Keiler, sportevenementen vanaf de markt en in bos- en weidelandschap rondom Nunspeet, begin juni
- Beachvolleybal, sportevenement van volleybal vereniging Nunspeet, vindt plaats op het marktplein in het laatste weekend van juni op vrijdag en zaterdag.
- Ronde van Nunspeet, wielerwedstrijd, half augustus
- Nacht van Nunspeet, muziekfestijn en straattheater in centrum, met jaarlijks wisselend thema, eind augustus
- Boerenlanddag bij molen de Duif op de eerste zaterdag van oktober
- Zandenplasloop, hardloop wedstrijd rond de Zandenplas, begin november

Daarnaast worden nog diverse kleinere evenementen georganiseerd, zoals de taptoe, Samen Kerst, kunstroute en wildspeurtochten.
Op de zaterdag rond 19 april vindt jaarlijks de Elspeet Memorial Tour plaats, die ook door Nunspeet trekt. Deze tour van oorlogsmaterieel staat o.a. stil bij paradroppings onder codenaam DZ Rummy III die in 1944 de grootste dropping van agenten en materieel deden bij Noorderheide.

### Eibertjesdag en Eibertjesmarkt
Eibertjesdag is een jaarlijks terugkerende braderie. De oorsprong van deze jaarmarkt ligt bij 'Eibertje'. Zij leefde omstreeks 1850 in Vierhouten. Zij liep elke week over de heide naar Nunspeet om daar eieren en kaas te verkopen. Hierdoor vormde zij het 'Eibertjespad'. Een deel van het pad en een beeld op de markt in Nunspeet herinneren hieraan. Een deel van de wandeling kan nog steeds worden gemaakt via het zogenaamde 'Eibertjespad' door de bossen tussen Vierhouten en Nunspeet. Het pad begint bij het viaduct van de Elspeterweg over de A28 en eindigt bij het hotel 'De Mallejan' in Vierhouten. Eibertjesdag wordt gehouden op de vrijdag na Hemelvaartsdag. Zomers wordt op zes dinsdagen de Eibertjesmarkt georganiseerd.

## Het Ronde Huis
In het Zandenbos stond vanaf 1904 het zogenaamde Ronde Huis. Dit gebouw werd in 1967 afgebroken, maar de sporen zijn nog zichtbaar in het landschap. De omgeving, met de destijds ook bijbehorende Mythstee kenmerkt zich door bijzondere bomen en struiken, waaronder reusachtige coniferen, rododendrons, aangelegde greppels en vijvers.

## Kerken
De gemeente Nunspeet maakt deel uit van de zogenaamde Bijbelgordel. Christelijke partijen behalen een ruime meerderheid in de gemeente. De grootste kerkelijke gemeente van Nunspeet is de Hervormde Gemeente, met meerdere gebouwen verspreid door het dorp. Een van die gebouwen is de Sionskerk waar een orgel staat van de bekende Franse orgelbouwer Cavaillé-Coll. Het kerkgebouw van de Gereformeerde Gemeente van Nunspeet is met circa 1.900 zitplaatsen een van de grootste kerkgebouwen van Nederland. De gemeente heeft een stuk grond gekocht voor een extra parkeerplaats,omdat er al jaren niet genoeg plekken meer zijn in het centrum om de auto neer te zetten. Ook zijn er plannen voor uitbouw voor extra zalen voor verschillende verenigingen. De kerk heeft op dit moment (2023) circa 2.500 leden en groeit nog steeds.

## Bekende inwoners

### Geboren
- Paul Briët (1894-1978), architect
- Jaap Hiddink (1910-2000), kunstschilder
- Yvonne Brunen (1971), wielrenster
- Carla Honing (1957), televisiepresentatrice
- Lara Billie Rense (1972) radiopresentator
- Jesper Drost (1993), voetballer
- Gieljan Tissingh (1990), voetballer
- Annemarie Worst (1995), wielrenster

### Overleden
- Arthur Briët (1867-1939), kunstschilder
- Piet Bruins (1929-2014), kunstschilder, auteur
- Jos Lussenburg (1889-1975), kunstschilder
- François Adriaan Molijn (1853-1912), verffabrikant en weldoener
- Aad Muntz (1935-2012), reclameman, bedenker van de slogan "even Apeldoorn bellen"
- Samuel Johannes Sandberg van Essenburg (1778-1854), Nederlands politicus
- Jan Velema (1917-2007), predikant, radiopresentator en omroepvoorzitter van de Evangelische Omroep
- Ben Viegers (1886-1947), kunstschilder
- Campegius Lambertus Vitringa (1786-1864), rechtsgeleerde, advocaat, griffier, burgemeester en notaris (laatste te Nunspeet)
- Willem van Vloten (1855-1925), chemicus, staalbaron in Dortmund, medeoprichter Hoogovens, grootgrondbezitter
- Ans van der Werf-Terpstra (1916-2011), politica
- Gerrit Bakker (1949-2025), kunstschilder en tekenaar

## Sport
Het randmeer bij Nunspeet is in trek bij vele watersporters, zoals kite- en watersurfers. Naast Polsmaten is het clubhuis van Watersportvereniging Veluwemeer. Verder zijn er vele sportverenigingen, onder andere voor voetbal (VV Nunspeet), hockey (MHC Nunspeet), tennis (N.T.C. De Wiltsangh), golf (De Verwaeyde Sandbergen) en motorsport (MC Nunspeet).
Dorpen: Nunspeet · Elspeet · Hulshorst · Vierhouten

Buurtschappen: Grote Kolonie · Kleine Kolonie · Oosteinde · Westeinde · Zoom · Zwarte Goor

Gelderland: Steden en dorpen in Gelderland      Nederland: Provincies · Gemeenten